# Somaén
Somaén es una localidad española del municipio de Arcos de Jalón, perteneciente a la provincia de Soria, en la comunidad autónoma de Castilla y León. Se encuentra situada a unos 865 m sobre el nivel del mar.

## Toponimia
Somaén es una palabra de origen desconocido, tal vez árabe, a la que se han asignado diferentes significados, más poéticos que realistas y demostrables.

## Geografía
Localidad situada en el sureste de la provincia de Soria, próximo a las provincias de Guadalajara y Zaragoza, con una altitud sobre el nivel del mar de 861 m. Coronado por un castillo de origen árabe siglo XI, está asentado en la ladera de un cerro formado por la hoz del río Jalón, a la altura del km. 164 de la antigua N-II. Rodeado por la Peña de los Buitres (1013 m), Quemados (1025 m) o la llamada Peña Buitrera (1020 m). Cuenta con un clima frío, seco y continental, rodeada de peñas y bosques.
Pertenece al partido judicial de Almazán.

## Fauna
El valle del Jalón tiene una importante riqueza faunística. Destacando especies como el jabalí (Sus scrofa), corzo (Capreolus capreolus), zorro (Vulpes vulpes), garduña (Martes foina), comadreja (Martes nivalis) y numerosas aves como, buitre leonado (Gyps fulvus), alimoche (Neophron percnopterus), milano real (Milvus milvus), gavilán (Accipiter nisus), águila culebrera (Circaetus gallicus), águila real (Aquila chrysaetos), cernícalo vulgar (Falco tinnunculus), halcón peregrino (Falco peregrinus), autillo (Otus scopus), búho chico (Asio otus), garza real, oropéndola, rabilargo, grajilla, alcaudón, ganga, cuco y perdiz.
Además se han constatado apariciones de ejemplares aislados de ciervo, e incluso de lobo.

## Historia

### Eneolítico-Bronce
Antiguo pasado es el que forja los orígenes de Somaén, tan antiguo como los cerca de 4600 años que determinan las pruebas de Carbono-14 realizadas en el polémico yacimiento de la cueva de la Mora, que contiene material campaniforme que habla de una cultura del Eneolítico-Bronce en el 2600 a. C. (cuando lo normal en la zona está entre 2000-1500 a. C.).

### Época árabe
Algunos autores quieren identificar un origen árabe en el castillo de Somaén, quizá una atalaya de vigilancia desaparecida, si bien basado solo en su situación geográfica y el supuesto topónimo árabe, por tanto indemostrable. Más segura es el último cuarto del siglo XIV como la fecha de construcción del castillo como lo conocemos hoy, de sillarejo y cal y canto, por el primer conde de Medinaceli, Bernard de Bearn. 

### DelsigloXIValsigloXVIII
Perteneciente a la Comunidad de Villa y Tierra de Medinaceli, pasará la villa a formar parte del linaje de Morales. Beltrand de Bearne la adquiere en el siglo XIV, volviendo a formar parte del condado de Medinaceli, que Luis de la Cerda convertiría en ducado en el siglo XVII. El palacio ducal de la villa es destruido durante la guerra de independencia. Durante la invasión napoleónica, toda la localidad fue quemada por los franceses.
Era un pueblo con gran actividad y una industria próspera de lana debido a sus numerosos rebaños, sobre todo de cabras. Además tenía el caserío de Valladares, hoy abandonado completamente, distante 8 km hacia Arcos que administrativamente pertenecía a la villa de Somaén. La principal producción era cereal, vino, cáñamo, hortalizas y frutos. Tenían fama las canastas y cestos de mimbre que allí se fabricaban y que se vendían por todos los pueblos de alrededor, así como sus camuesas, variedad de la manzana de olor y sabor muy agradables y forma más plana.

### Edad Contemporánea
A la caída del Antiguo Régimen la localidad se constituye en municipio constitucional en la región de Castilla la Vieja que en el censo de 1842 contaba con 100 hogares y 410 vecinos. A mediados del siglo XIX, la villa tenía contabilizadas 104 casas. Aparece descrita en el decimocuarto volumen del Diccionario geográfico-estadístico-histórico de España y sus posesiones de Ultramar de Pascual Madoz de la siguiente manera:

SOMAEN: v. con ayunt. en la prov. de Soria (12 leg.), part. jud. de Medinaceli (2 1/2), aud. terr. y c. g. de Burgos (34), dióc. de Sigüenza (6 1/2). sit. en la pendiente de un cerro en forma de anfiteatro, a la salida de un tortuoso y estrecho valle entre dos elevadas sierras, le combaten principalmente los vientos N. y S.; goza de clima sano aunque muy frio, y las enfermedades mas comunes son fiebres intermitentes. Tiene 104 casas; la consistorial que sirve de cárcel y escuela de instruccion primaria á la que concurren 44 alumnos de ambos sexos, dotada con 1,000 rs. y 29 fan. de trigo; una igl. parr. (la Visitacion de Ntra. Sra.) servida por un cura y un sacristan; el cementerio se halla en posicion que no ofende á la salubridad pública. térm.: confina con los de Jubera, Velilla y Arcos; dentro de él se encuentran 2 fuentes de buenas aguas; las ermitas de la Soledad y Sta. Quiteria y un cas. propio del señor marqués de Someruelos, con un molino harinero, y á sus inmediaciones una hermita dedicada á San Antonio, en la cual se celebra misa todos los dias festivos: el terreno fertilizado por el r. Jalon, y por varios arroyos que se desprenden de las sierras que dominan al pueblo, es de buena calidad; comprende 3,200 fan. de prados y pastos naturales, y 700 de monte arbolado de encina, roble, sabina y otras matas bajas, con infinidad de yerbas aromáticas y medicinales. caminos: los que dirigen a los pueblos limitrófes y á la cab. del part., en la que se recibe y despacha el correo. prod.: trigo, cebada, centeno, avena, judias, garbanzos y otras legumbres, frutas, y entre ellas esquisitas camuesas, nueces, patatas, nabos, cáñamo, hortalizas, miel, cera, leñas de combustible y carboneo, mucho mimbre, bellota y buenos pastos, con los que se mantiene ganado lanar, cabrio, mular, asnal y de cerda; hay abundancia de caza mayor y menor y pesca de truchas, barbos y cangrejos. ind. la agrícola, el precitado molino harinero, varios batanes, 5 telares de lienzos y paños ordinarios, 2 sastres, un zapatero, 2 cardadores y la elaboracion del mimbre en toda clase de cestas, y cuévanos. comercio: exportacion de sus esquisitas frutas, cestas ganado y lana, é importacion de los art. de consumo que faltan. pobl.. 100 vec., 410 alm. cap. prod.: 53,781 rs. 14 mrs. imp.: 25,420 rs. 20 mrs.
(Madoz, 1849, p. 438)

El municipio de Somaén desapareció en 1967, al ser fusionado con los de Arcos de Jalón, Aguilar de Montuenga, Chaorna, Montuenga, Judes, Iruecha, Layna, Sagides, Velilla de Medinaceli y Jubera. Contaba entonces con 96 hogares y 322 habitantes.
En la actualidad, Somaén, cuya población ronda los 40 habitantes, es conocido por su turismo rural, con alojamientos como la Posada Santa Quiteria, las Casas Rurales Xalón, y Tío Zenón.

## Demografía
| Gráfica de evolución demográfica de Somaen entre 1842 y 1960 |
| |
| Población de derecho según los censos de población del INE Población de hecho según los censos de población del INEEntre el censo de 1970 y el anterior, este municipio desaparece porque se integra en el municipio 42025 (Arcos de Jalón) |

Somaén contaba a 1 de enero de 2013 con una población de 37 habitantes, 19 hombres y 18 mujeres.
| Gráfica de evolución demográfica de Somaén entre 2000 y 2021                                     |
|                                                                                                  |
| Población de derecho (2000-2010) según los censos de población del INE a 1 de enero de cada año. |

## Patrimonio

### Parroquia de Nuestra Señora de la Visitación
La iglesia es de una sola nave, con presbiterio cuadrado, toda ella es de mampostería, excepto las esquinas, la parte superior de la espadaña y el contrafuerte, que son de sillería caliza. La cubierta de la nave es un artesonado de par y nudillo con tirantes pareados, apoyados sobre ménsulas de madera. Adosados a sus gruesos muros de mampostería, está la sacristía junto al altar mayor, y una capilla, adosada a este, con bóveda barroca con adornos de angelotes y lambrequines. A los pies de la iglesia, encima de la pila bautismal de piedra, está el coro.

### Ermita de la Soledad
Se encuentra a la salida del pueblo junto al Jalón, en el camino que lleva a Arcos, cerca del túnel del ferrocarril. Fue construida en 1820. Es de planta de cruz griega con un pequeño soportal o atrio delante de la entrada. Su fábrica es de mampostería con refuerzos de sillería en las esquinas. Algunas de sus piedras son de arenisca blanca por lo que han sido utilizadas para que los vecinos afilaran sus herramientas contra las aristas de las esquinas, motivo que originó el letrero “Se prohíbe afilar”, que todavía existe.
En la parte trasera hay un escudo que ha sido borrado por la erosión y que posiblemente presentaba el escudo de la localidad o de la familia que financió su construcción.

### Ermita San Antonio
Se localiza a las afueras de Somaén, en el llamado "Molino". Es una pequeña edificación de planta casi cuadrada, con cubierta a cuatro aguas de teja curva y rematada por un pináculo de cinc, coronado con la cruz Patriarcal, también llamada Arzobispal, que tiene dos travesaños perpendiculares el eje vertical, el superior más pequeño que el inferior. Su fábrica es de mampostería, recubierta de mortero de cal morena, rematada en las esquinas con sillería bien labrada.

### Desaparecida ermita de Santa Quiteria
Somaén tenía la ermita de Santa Quiteria, ya desaparecida y que se situaba donde ahora se localiza la piscina y aparcamientos de la Posada Santa Quiteria. Durante las obras de nuevas construcciones se descubrieron tumbas, posiblemente de origen medieval que fueron ocultadas o destruidas. La imagen de Santa Quiteria se venera en la ermita de la Soledad.
En una fotografía tomada hacia el año 1864 por J. Laurent, recién terminada la construcción de la línea ferroviaria de Madrid a Zaragoza, vemos esa antigua ermita. Destaca por su sencillez, construida en parte con materiales de mampostería, aunque posiblemente fuese de origen medieval, con un ábside de aspecto románico. También se observan los restos del castillo con una espadaña; el cementerio, y el puente de hierro o viaducto del ferrocarril, sobre el río Jalón.

### Castillo

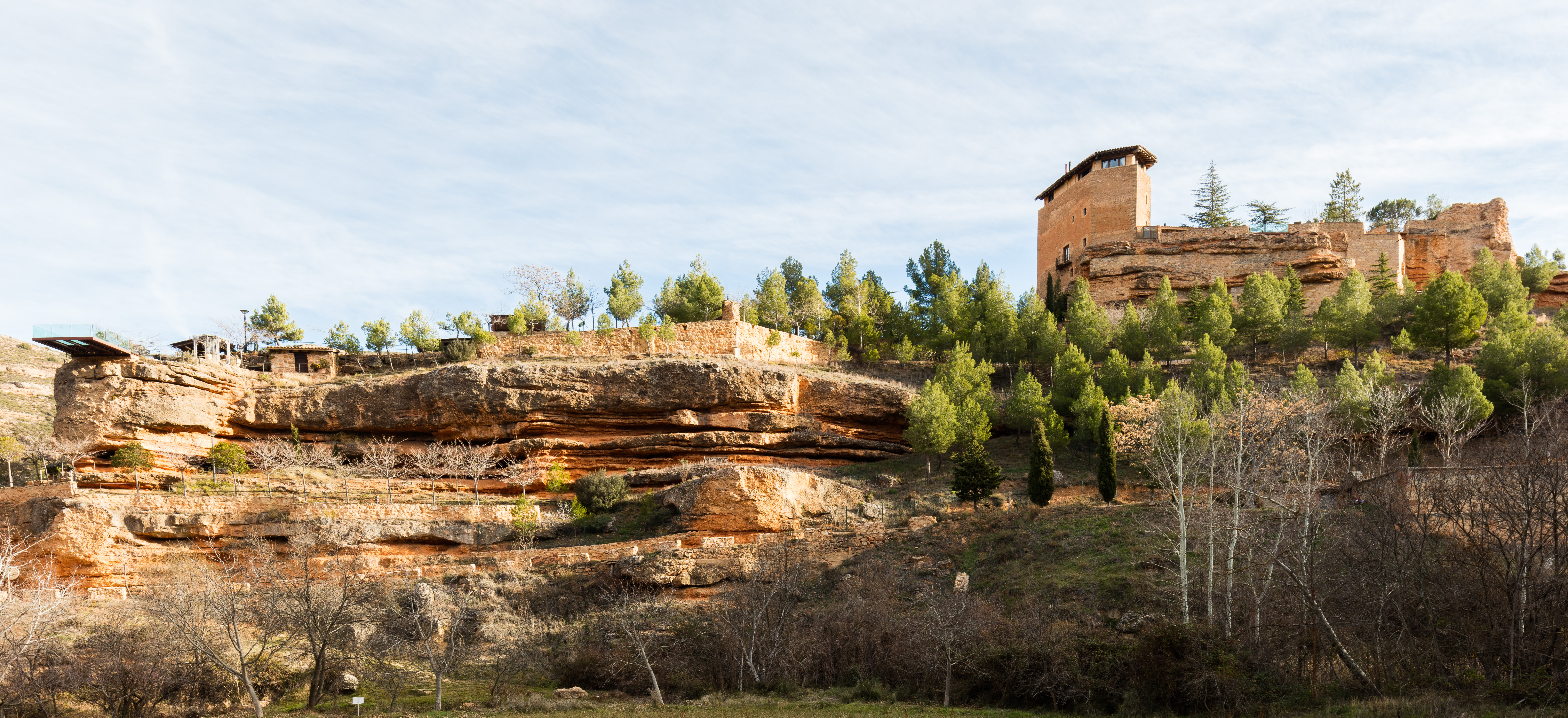
Castillo de Somaén

El castillo de Somaén debió desempeñar un papel importante en el control del paso entre Medinaceli y Arcos de Jalón, como lo atestigua su situación estratégica en dicha vía natural, sobre un cerro alargado en un recodo del río Jalón, y separado por un foso. Fue construido en el último cuarto del siglo XIV por Bernardo de Bearn, primer conde de Medinaceli, posiblemente sobre alguna atalaya u otro tipo de fortificación de origen fronterizo. 
El castillo-fortificación estaba formado por dos torreones (uno de ellos desaparecido) y unidos por una muralla. A sus pies se localizaba la localidad y la vega. Formaba parte de una red de fortificaciones que se extendían por todo el valle del Jalón. 
Protegido el 22 de abril de 1949 mediante el decreto que prescribió la protección de los castillos españoles, figura en el catálogo de Bienes Protegidos de la Junta de Castilla y León.
En las proximidades del pueblo, dirección Medinaceli, cerca de la llamada "Cueva de la Mora", se localizan las ruinas de una atalaya.